# ATP Finals 2024
De ATP Finals 2024 werden van 10 tot en met 17 november 2024 gehouden in de Pala Alpitour in Turijn. Er werd indoor op hardcourtbanen gespeeld. Het deelnemersveld bestond uit de beste acht spelers/dubbels van de ATP Rankings.
De Italiaanse nummer 1 van de wereld Jannik Sinner won zijn eerste eindejaarstoernooi. De Servische titelverdiger Novak Djokovic had zich afgemeld.

## Enkelspel

### Deelnemers
De acht geplaatste spelers:
| Nr. | Speler           | Ranking | Resultaat    |
| --- | ---------------- | ------- | ------------ |
| 1.  | Jannik Sinner    | 1       | Winnaar      |
| 2.  | Alexander Zverev | 2       | Halve finale |
| 3   | Carlos Alcaraz   | 3       | Groepsfase   |
| 4.  | Daniil Medvedev  | 4       | Groepsfase   |
| 5.  | Taylor Fritz     | 5       | Finalist     |
| 6.  | Casper Ruud      | 6       | Halve finale |
| 7.  | Alex de Minaur   | 8       | Groepsfase   |
| 8.  | Andrej Roebljov  | 9       | Groepsfase   |

### Prijzengeld en ATP-punten
| Resultaat                    | Prijzengeld | ATP-punten    |
| ---------------------------- | ----------- | ------------- |
| winnaar zonder nederlaag     | $ 4.881.100 | 1500          |
| winnaar                      | $ 3.360.600 | GF + 900      |
| finale                       | $ 1.123.400 | GF + 400      |
| groepsfase (per overwinning) | $ 396.500   | 200           |
| deelnemers                   | $ 331.000   | 3 wedstrijden |
| vervangers                   | $ 155.000   |               |

GF = Resultaten behaald in de groepsfase

### Groepsfase
De eindstand in de groepsfase wordt bepaald door achtereenvolgend te kijken naar eerst het aantal overwinningen in combinatie met het aantal wedstrijden. Mochten er dan twee spelers gelijk staan wordt er naar het onderling resultaat gekeken. Mocht het aantal overwinningen en wedstrijden bij drie of vier spelers gelijk zijn, valt degene die minder dan drie wedstrijden heeft gespeeld sowieso af en wordt er vervolgens gekeken naar het percentage gewonnen sets en eventueel gewonnen games. Als er dan nog steeds geen ranglijst opgemaakt kan worden dan beslist de ATP-ranglijst opgemaakt na het ATP-toernooi van Parijs.

#### Ilie Năstase Poule
|                 |                 | score         |
| --------------- | --------------- | ------------- |
| Taylor Fritz    | Daniil Medvedev | 6-4, 6-3      |
| Jannik Sinner   | Alex de Minaur  | 6-3, 6-4      |
| Daniil Medvedev | Alex de Minaur  | 6-2, 6-4      |
| Jannik Sinner   | Taylor Fritz    | 6-4, 6-4      |
| Taylor Fritz    | Alex de Minaur  | 5-7, 6-4, 6-3 |
| Jannik Sinner   | Daniil Medvedev | 6-3, 6-4      |

| Nr. | Speler          | Wedstrijd w-v | Sets w-v | Games w-v |
| --- | --------------- | ------------- | -------- | --------- |
| 1   | Jannik Sinner   | 3-0           | 6-0      | 36-22     |
| 2   | Taylor Fritz    | 2-1           | 4-3      | 37-33     |
| 3   | Daniil Medvedev | 1-2           | 2-4      | 36-30     |
| 4   | Alex de Minaur  | 0-2           | 1-6      | 27-41     |

#### Rode Poule
|                  |                 | score         |
| ---------------- | --------------- | ------------- |
| Casper Ruud      | Carlos Alcaraz  | 6-1, 7-5      |
| Alexander Zverev | Andrej Roebljov | 6-4, 6-4      |
| Carlos Alcaraz   | Andrej Roebljov | 6-3, 7-6(6)   |
| Alexander Zverev | Casper Ruud     | 7-6(3), 6-3   |
| Alexander Zverev | Carlos Alcaraz  | 7-6(5), 6-4   |
| Casper Ruud      | Andrej Roebljov | 6-4, 5-7, 6-2 |

| Nr. | Speler           | Wedstrijd w-v | Sets w-v | Games w-v |
| --- | ---------------- | ------------- | -------- | --------- |
| 1   | Alexander Zverev | 3-0           | 6-0      | 38-27     |
| 2   | Casper Ruud      | 2-1           | 4-3      | 39-32     |
| 3   | Carlos Alcaraz   | 1-2           | 2-4      | 29-35     |
| 4   | Andrej Roebljov  | 0-3           | 1-6      | 30-42     |

### Eindfase
|  | Halve finale | Halve finale  | Halve finale | Halve finale | Halve finale |                  |               | Finale | Finale | Finale | Finale | Finale |
|  |              |               |              |              |              |                  |               |        |        |        |        |        |
|  | 1            | Jannik Sinner | 6            | 6            |              |                  |               |        |        |        |        |        |
|  | 7            | Casper Ruud   | 1            | 2            |              |                  |               |        |        |        |        |        |
|  | 7            | Casper Ruud   | 1            | 2            |              | 1                | Jannik Sinner | 6      | 6      |        |        |        |
|  |              |               |              |              |              | 1                | Jannik Sinner | 6      | 6      |        |        |        |
|  |              | 1             | Taylor Fritz | 4            | 4            |                  |               |        |        |        |        |        |
|  | 2            | 1             | Taylor Fritz | 4            | 4            | Alexander Zverev | 3             | 6      | 6(3)   |        |        |        |
|  | 2            |               |              |              |              | Alexander Zverev | 3             | 6      | 6(3)   |        |        |        |
|  | 5            | Taylor Fritz  | 6            | 3            | 7            |                  |               |        |        |        |        |        |

## Dubbelspel

### Deelnemers
De acht geplaatste teams:
| Nr. | Team | Ranking | Resultaat |
| --- | ---- | ------- | --------- |

### Prijzengeld en ATP-punten
| Resultaat                    | Prijzengeld | ATP-punten    |
| ---------------------------- | ----------- | ------------- |
| winnaar zonder nederlaag     | $ 959.300   | 1500          |
| winnaar                      | $ 535.300   | GF+900        |
| finale                       | $ 178.500   | GF+400        |
| groepsfase (per overwinning) | $ 96.600    | 200           |
| deelnemers                   | $ 134.200   | 3 wedstrijden |
| vervangers                   | $ 51.700    |               |

### Groepsfase
De eindstand in de groepsfase wordt bepaald door achtereenvolgend te kijken naar eerst het aantal overwinningen in combinatie met het aantal wedstrijden. Mochten er dan twee koppels gelijk staan wordt er naar het onderling resultaat gekeken. Mocht het aantal overwinningen en wedstrijden bij drie of vier koppels gelijk zijn, valt het koppel dat minder dan drie wedstrijden heeft gespeeld sowieso af en wordt er vervolgens gekeken naar het percentage gewonnen sets en eventueel gewonnen games. Als er dan nog steeds geen ranglijst opgemaakt kan worden dan beslist de ATP-ranglijst opgemaakt na het ATP-toernooi van Parijs.

#### Bob Bryan Poule
|                                 |                                 | score               |
| ------------------------------- | ------------------------------- | ------------------- |
| Kevin Krawietz Tim Pütz         | Marcelo Arévalo Mate Pavić      | 6-3, 6-4            |
| Simone Bolelli Andrea Vavassori | Rohan Bopanna Matthew Ebden     | 6-2, 6-3            |
| Marcelo Arévalo Mate Pavić      | Rohan Bopanna Matthew Ebden     | 7-5, 6-3            |
| Kevin Krawietz Tim Pütz         | Simone Bolelli Andrea Vavassori | 7-5, 6-4            |
| Rohan Bopanna Matthew Ebden     | Kevin Krawietz Tim Pütz         | 7-5, 6(6)-7, [10-7] |
| Marcelo Arévalo Mate Pavić      | Simone Bolelli Andrea Vavassori | 6-3, 3-6, [10-3]    |

| Nr. | Speler                          | Wedstrijd w-v | Sets w-v | Games w-v |
| --- | ------------------------------- | ------------- | -------- | --------- |
| 1   | Kevin Krawietz Tim Pütz         | 2-10          | 5-2      | 37-30     |
| 2   | Marcelo Arévalo Mate Pavić      | 2-1           | 4-3      | 30-29     |
| 3   | Simone Bolelli Andrea Vavassori | 1-2           | 3-4      | 30-28     |
| 4   | Rohan Bopanna Matthew Ebden     | 1-2           | 2-5      | 27-37     |

#### Mike Bryan Poule
|                               |                                    | score               |
| ----------------------------- | ---------------------------------- | ------------------- |
| Max Purcell Jordan Thompson   | Wesley Koolhof Nikola Mektić       | 7-6(1), 6-3         |
| Harri Heliövaara Henry Patten | Marcel Granollers Horacio Zeballos | 7-6(2), 6-4         |
| Harri Heliövaara Henry Patten | Max Purcell Jordan Thompson        | 7-6(3), 7-5         |
| Wesley Koolhof Nikola Mektić  | Marcel Granollers Horacio Zeballos | 4-6, 7-6(6), [10-8] |
| Harri Heliövaara Henry Patten | Wesley Koolhof Nikola Mektić       | 4-6, 6-3, [12-10]   |
| Max Purcell Jordan Thompson   | Marcel Granollers Horacio Zeballos | 7-6(14), 6-3        |

| Nr. | Speler                             | Wedstrijd w-v | Sets w-v | Games w-v |
| --- | ---------------------------------- | ------------- | -------- | --------- |
| 1   | Harri Heliövaara Henry Patten      | 3-0           | 6-1      | 38-30     |
| 2   | Max Purcell Jordan Thompson        | 2-1           | 4-2      | 37-32     |
| 3   | Wesley Koolhof Nikola Mektić       | 1-2           | 3-5      | 30-36     |
| 4   | Marcel Granollers Horacio Zeballos | 0-3           | 1-6      | 31-38     |

### Eindfase
|  | Halve finale | Halve finale                | Halve finale               | Halve finale | Halve finale |                                |    | Finale                  | Finale | Finale | Finale | Finale |
|  |              |                             |                            |              |              |                                |    |                         |        |        |        |        |
|  | 8            | Kevin Krawietz Tim Pütz     | 2                          | 6            | [11]         |                                |    |                         |        |        |        |        |
|  | 3            | Max Purcell Jordan Thompson | 6                          | 3            | [9]          |                                |    |                         |        |        |        |        |
|  | 3            | Max Purcell Jordan Thompson | 6                          | 3            | [9]          |                                | 8  | Kevin Krawietz Tim Pütz | 7      | 7      |        |        |
|  |              |                             |                            |              |              |                                | 8  | Kevin Krawietz Tim Pütz | 7      | 7      |        |        |
|  |              | 1                           | Marcelo Arévalo Mate Pavić | 65           | 6            |                                |    |                         |        |        |        |        |
|  | 7            | 1                           | Marcelo Arévalo Mate Pavić | 65           | 6            | Harri Heliövaara Joe Salisbury | 61 | 64                      |        |        |        |        |
|  | 7            |                             |                            |              |              | Harri Heliövaara Joe Salisbury | 61 | 64                      |        |        |        |        |
|  | 1            | Marcelo Arévalo Mate Pavić  | 7                          | 7            |              |                                |    |                         |        |        |        |        |